# Pica (animal)

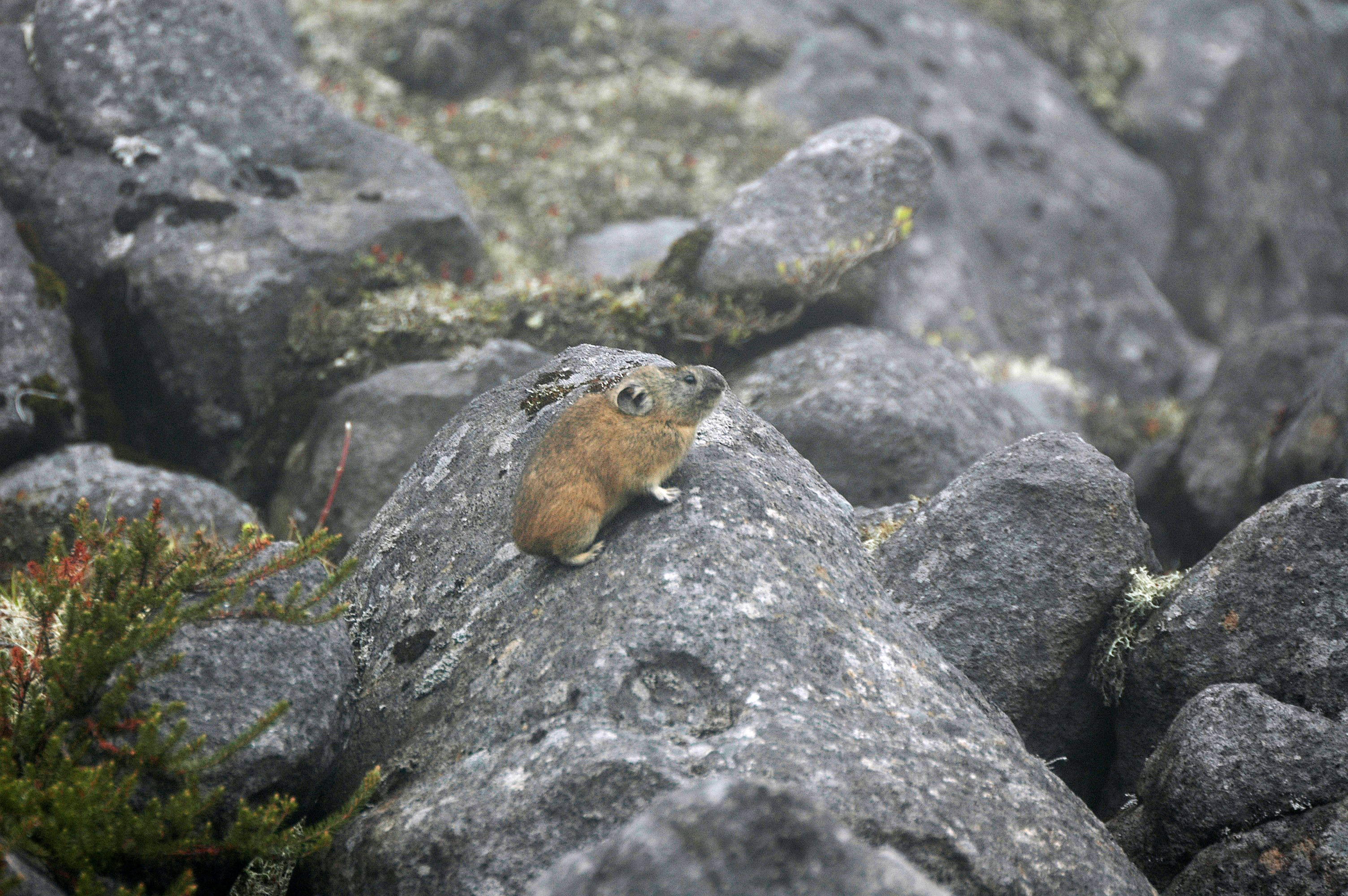
Ochotona hyperborea

Les piques (Ochotona) són mamífers de l'ordre dels lagomorfs.

## Descripció
- Entre 100 i 300 mm de llargada.
- Entre 100 i 200 g de pes.
- Tenen les quatre extremitats curtes i de la mateixa mida.
- Orelles petites i arrodonides.
- No tenen cua.
- Són semblants als hàmsters però els dos parells de dents incisives superiors els identifiquen com a lagomorfs.

## Distribució geogràfica
Són autòctons de les regions fredes d'Àsia, Nord-amèrica i Europa Oriental.

## Costums
Viuen generalment en grups familiars i comparteixen les tasques de vigilància i recol·lecció del menjar. Les piques utilitzen un mur de còdols per emmagatzemar plantes i herbes seques per l'hivern, evitant així que el vent se les endugui.

## Taxonomia
- Ordre Lagomorpha
  - Família Ochotonidae
    - Gènere Ochotona
      - Subgènere Pika
        - Ochotona alpina
        - Ochotona argentata
        - Ochotona collaris
        - Ochotona hoffmanni
        - Ochotona hyperborea
        - Ochotona pallasi
        - Ochotona princeps
        - Ochotona turuchanensis

      - Subgènere Ochotona
        - Ochotona cansus
        - Ochotona curzoniae
        - Ochotona dauurica
        - Ochotona huangensis
        - Ochotona nubrica
        - Ochotona pusilla
        - Ochotona rufescens
        - O. sikimaria
        - O. syrinx
        - Ochotona thibetana
        - Ochotona thomasi

      - Subgènere Conothoa
        - Ochotona erythrotis
        - Ochotona forresti
        - Ochotona gaoligongensis
        - Ochotona gloveri
        - Ochotona himalayana
        - Ochotona iliensis
        - Ochotona koslowi
        - Ochotona ladacensis
        - Ochotona macrotis
        - Ochotona muliensis
        - Ochotona nigritia
        - Ochotona roylei
        - Ochotona rutila